# The Rock-A-Teens
The Rock-A-Teens est un groupe américain de rock 'n' roll formé à Richmond en Virginie en 1956 autour de son leader Vic Mizelle (chant, guitare). Les autres membres sont Bobby « Bo » Walke (guitare), Bill Cook (guitare), Eddie Robinson (saxophone), Paul Dixon (basse), et Bill Smith (trompette).

## Carrière
Le groupe enregistre un hit en septembre 1959, Woo hoo, enregistré chez Roulette Records qui se classera no 16 au Billboard Hot 100. Il s'agira du seul succès de ce groupe, un semi instrumental (le vocal se contentant de fredonner « Woo hoo » basé sur un guitar-boogie d'Arthur Smith).